# Interpretatio graeca

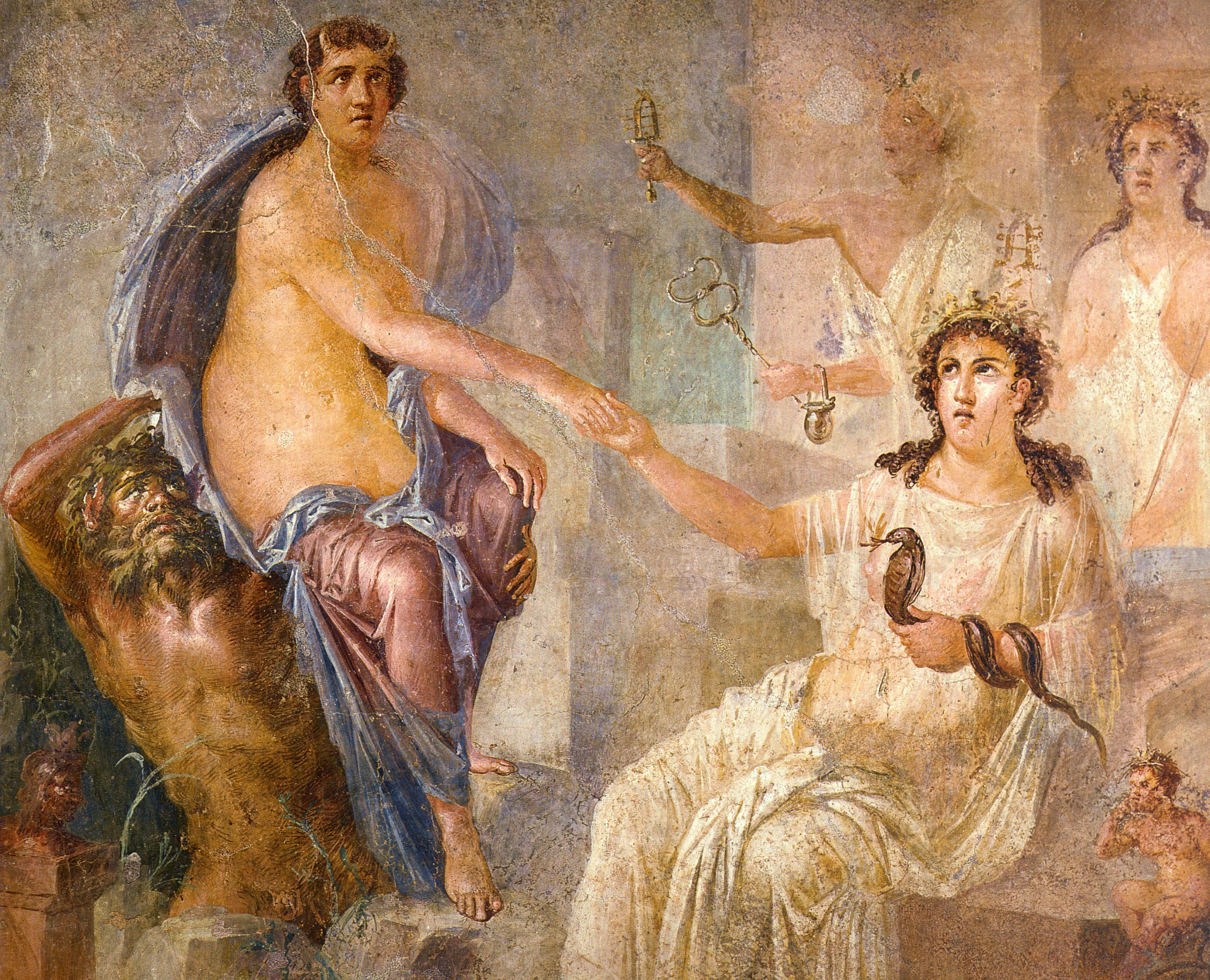
Isis, a la dreta, donant la benvinguda a Io, en una pintura a Pompeia

La Interpretatio graeca és una frase en llatí, que es pot traduir com "interpretació o significat mitjançant [models] grecs", que s'utilitza per interpretar o intentar entendre les mitologies i les religions d'altres cultures. Consisteix en comparar mitologies utilitzant conceptes i pràctiques religioses de l'antiga Grècia, les seves creences sobre les deïtats i els mites, i buscant equivalències i les característiques comunes.
La frase s'aplica per mostrar l'interès que els grecs tenien per trobar explicacions a les creences i els mites d'altres pobles. Heròdot en va fer un primer intent al descriure la religió egípcia aplicant termes i personatges anàlegs de la religió grega, o quan Dionís d'Halicarnàs i Plutarc fan referència a cultes, temples i pràctiques romanes amb els noms de divinitats gregues equivalents. La Interpretatio graeca també es pot interpretar com l'assimilació per part de cultures no gregues dins dels seus propis sistemes de creences quan els comparen o assimilen amb elsmodels grecs, tal com van fer els romans quan van adaptar els mites i la iconografia grecs amb els noms dels seus propis déus.
La interpretatio romana és un discurs comparatiu que fa referència a la religió i els mites romans antics, en la formació d'una religió gal·loromana específica. Tant els romans com els gals van re-interpretar les tradicions religioses gales i les van relacionar amb els models romans, especialment el culte imperial.
Plini el Vell creia en la "traduïbilitat" de les divinitats, i considerava que eren «noms diferents que donaven els diferents pobles» (nomina alia aliis gentibus). Aquesta capacitat va fer possible el sincretisme religiós de l'època hel·lenística i de l'Imperi Romà.

## Exemples
Heròdot va ser un dels primers autors que va proposar aquesta forma d'interpretació. En les seves observacions sobre els egipcis, va establir equivalències entre les divinitats dels dos països que van perdurar fins a l'època hel·lenística. Relacionava Amon amb Zeus, Osiris amb Dionís i Ptah amb Hefest. Quan parla de les seves observacions sobre els escites, equipara la seva reina dels déus, Tabiti, amb Hèstia, Papaios i Api amb Zeus i Gaia, i Argimpasa amb Afrodita Urània, alhora que afirma que els escites adoraven déus equivalents a Hèracles i a Ares, que ell no anomena.
Es creu que algunes parelles de déus grecs i romans, com Zeus i Júpiter, deriven d'un arquetip indoeuropeu comú (Dyeus com a déu suprem del cel) i, per tant, tenen funcions semblants per la seva mateixa naturalesa. Altres assimilacions requerien esforços teològics i poètics més grans. Encara que tant Ares com Mart són déus de la guerra, Ares era una figura relativament menor al panteó religiós grec i desaprovada pels poetes, mentre que Mart (Quirí) era un pare pel poble romà i una figura central de la religió d'aquest poble.
Algunes deïtats que es poden datar en el període més antic de la religió de Roma, com Janus i Terminus, no tenien cap equivalent grec. Altres divinitats gregues, sobretot Apol·lo, van ser incorporades a la cultura romana, però van experimentar un desenvolupament clarament romà, com quan August va convertir Apol·lo en una de les deïtats més importants. Durant un primer període, la cultura etrusca va tenir el paper d'intermediari en la transmissió del mite i la religió grecs als romans, com ho demostra la transformació lingüística de l'Hèracles grec en Hèrcules etrusc i després en Hèrcules romà.

## Interpretatio romana
La interpretatio romana és el costum romà d'assimilar amb divinitats pròpies els déus locals dels pobles conquerits o veïns. Els romans consideraven les divinitats d'aquests pobles com a simples variants regionals dels seus déus. Aquest sincretisme permetia fusionar atributs de diferents religions i respectar els cultes locals imposant però una cosmovisió romana i uniforme a tots els territoris romanitzats.
Es considera un dels atributs del politeisme de la regió, ja que els grecs practicaven la mateixa assimilació i de fet els déus principals romans eren sovint una variant del panteó olímpic grec amb trets etruscos. El que es mantenia invariable era un seguit de símbols o atributs divins que podien ser adscrits a diferents déus, diversos noms de cultures variades.